# Насібов Олександр Ашотович
Олександр Ашотович Насібов (рос. Александр Ашотович Насибов, 3 серпня (16 серпня) 1914, Нуха — пом. 11 березня 1985, Москва) — російський радянський письменник, автор пригодницьких та фантастичних творів.

## Біографія
Олександр Насібов народився у місті Нуха в сучасному Азербайджані. У 1931 році він закінчив середню школу, з 1940 року розпочав публікувати свої твори в місцевих виданнях. Під час німецько-радянської війни Насібов спочатку був рядовим у Червоній Армії, а пізніше був комісаром зенітно-артилерійської батареї Бакинської армії ППО, замполітом частини, а з 1943 року був заступником редактора газети 88-й дивізії ППО «Зенитчик». Після війни повністю присвятив себе літературній діяльності, у 1950 році вийшли друком перша збірка письменника.
У 1953 році вийшла дуком перша повість Насібова «Аварія Джорджа Гарріса». У 1958 році вийшов друком перший роман письменника «Тайник на Ельбі», в якому розповідається про операцію радянських розвідників та німецьких антифашистів у німецькому тилу під час радянсько-німецької війни. За цим романом кінематографісти НДР зняли однойменний фільм. У 1964 році вийшов друком роман автора «Безумці», в якому розповідалось про розробку німецькими вченими під час Другої світової війни людей-торпед, здатних за кілька годин убити зазначену особу, а пам'ять про це стиралась за допомогою спеціальної речовини. за цим романом у 1968 році на Кіностудії імені Олександра Довженка знято художній фільм «Експеримент лікаря Абста» за сценарієм Олександра Насібова. Примітно, що для написання цього роману сам Насібов тривалий час вивчав водолазну справу, й у самому романі багато місця виділено для опису подробиць роботи водолазів. У 1974 році вийшов друком роман автора «Довгий шлях в лабіринті», в якому розповідається про боротьбу співробітників ЧК з білогвардійцями під час громадянської війни. За цим романом у 1981 році знято однойменний фільм на Одеській кіностудії за сценарієм Насібова. у 1985 році вийшов друком останній роман автора "Атол «Морська зірка», дія якого відбувається у 80-х роках ХХ століття, а сюжет перегукується з романом «Безумці», оскільки в романі описується діяльність нацистів, які на безлюдному острові продовжують роботу по створенню живих торпед із стертою пам'яттю. Помер Олександр Насібов у 1985 році в Москві.

## Переклади
Твори Олександра Насібова перекладені українською, німецькою, азербайджанською, угорською, чеською, словацькою, та низкою інших мов.

### Романи
- 1958 — Тайник на Эльбе
- 1964 — Безумцы
- 1974 — Долгий путь в лабиринте
- 1985 — Атолл «Морская звезда»

### Повісті
- 1953 — Авария Джорджа Гарриса
- 1957 — Неуловимые
- 1966 — Рифы
- 1975 — Через сорок смертей

### Збірки
- 1950 — Неуловимые
- 1966 — Возмездие
- 1972 — Возмездие
- 1978 — За оборону Кавказа
- 1995 — Возмездие
- 2004 — Тайник на Эльбе
- 2011 — Авария Джорджа Гарриса
- 2016 — Авария Джорджа Гарриса

### П'єси
- 1960 — Солдаты — всегда солдаты
- 1969 — …Государственной важности!
- 1970 — Круги ада